# Barisia planifrons
Espèce
Synonymes
- Gerrhonotus planifrons Bocourt, 1878
- Barisia imbricata planifrons (Bocourt, 1878)

Barisia planifrons est une espèce de sauriens de la famille des Anguidae.

## Répartition
Cette espèce est endémique d'Oaxaca au Mexique.

## Publication originale
- Bocourt, 1878 : Études sur les Reptiles. Mission scientifique au Mexique et dans l'Amérique Centrale. Recherches Zoologiques, p. 361.